# Ex chiesa di San Domenico
L'ex chiesa di San Domenico è stata una chiesa sussidiaria di Argenta che dagli anni settanta ospita il museo civico. Risale al XVII secolo.

## Storia
Ad edificare la chiesa dedicata a San Domenico, ad Argenta, fu la confraternita dei Battuti Bianchi, anche chiamata confraternita di San Giovanni Battista, all'inizio del XVII secolo.
In un secondo tempo subentrarono i frati domenicani che cominciarono a manifestare anche in questo luogo la loro dedizione e devozione per la Beata Vergine del Rosario.
Sin dalla sua fondazione la chiesa, pur trovandosi in provincia di Ferrara, era sottoposta all'arcidiocesi di Ravenna-Cervia essendo sussidiaria della chiesa di San Giacomo Maggiore.

## Museo civico
Nell'ex chiesa di San Domenico sin dal 1973 venne stabilito un primo nucleo museale con diverse opere esposte come sculture, dipinti e terrecotte.Vennero utilizzate le cappelle come spazi espositivi.
Tra le opere più significative:
- Madonna col Bambino tra i Santi Lazzaro e Giobbe di Benvenuto Tisi da Garofalo
- Vergine in trono di Antonio Aleotti
- Madonna con i Santi Pietro e Paolo di Francesco Longhi
- Decollazione di Ippolito Scarsella
- Il terremoto di Argenta di Camillo Ricci

Inoltre opere di Balestri, Dulauvier e Fetti ed una collezione archeologica con pezzi provenienti da scavi degli anni ottanta e novanta.